# جايسون جونز (مهندس)
جايسون جونز (بالإنجليزية: Jason Jones)‏ هو مطور ومبرمج لألعاب الفيديو، ولد في 1 يوليو 1971 في الولايات المتحدة. شارك في تأسيس استوديو ألعاب الفيديو بنجي مع اليكس سيروبيان في عام 1991. قام جونز ببرمجة ألعاب بنجي وعمل على الكود ، وتصميم المستوى وتطوير القصة لسلسلة ماراثون ومايث. بالنسبة لمشاريع بنجي التالية ، هيلو: كومبات إفولفد وهيلو 2 ، تولى جونز دورًا إداريًا أكبر كقائد للمشروع. شغل منصب المدير في لعبة فيديو ديستني 2014.